# Perleberg
Perleberg település Németországban, azon belül Brandenburgban. Lakosainak száma 12 026 fő (2023. december 31.).

## Népesség
A település népességének változása:
| Lakosok száma | 13 094 | 12 332 | 12 204 | 12 317 | 12 035 | 12 007 | 12 108 | 12 026 |
|               | 2005   | 2010   | 2015   | 2017   | 2020   | 2021   | 2022   | 2023   |